# 許丁茂
許 丁茂（ホ・ジョンム、허정무、 1955年1月13日 - ）は、韓国のサッカー選手・指導者。韓国代表監督、大韓サッカー協会副会長、韓国プロサッカー連盟副総裁、大田ハナシチズン理事長を歴任した人物である。

## 経歴
本貫は陽川許氏。延世大学校を卒業後の1979年、実業団の韓国電力に入団。徴兵期間終了後の1980年にオランダのPSVアイントホーフェンに移籍し、1983年まで4年間プレー。同時期に西ドイツでプレーしていた車範根とはよく比較されていた。その後家庭の事情で帰国することとなり、現代ホランイに移籍、1986年に引退。その前年の1985年、FIFAワールドカップアジア東地区最終予選の対日本戦で挙げた決勝ゴールは有名。翌年の本大会でもグループリーグ・対イタリア戦で得点を挙げている。
愛称の「珍島犬（チンドケ）」は許の出身地・珍島が由来となっている韓国原産の犬で、許のプレーぶりがまるで犬のようにしつこいことから命名された。ワールドカップの対アルゼンチン戦ではディエゴ・マラドーナとのマッチアップに臨み、激しく当たっていった。この事についてマラドーナは後に「彼はテコンドーで挑んできた。」とコメントした。
引退後は1993年から2年間は浦項製鉄アトムズ、1995年から3年間は全南ドラゴンズの監督を歴任した後1998年に車範根の後任として韓国代表監督に就任。自国と日本との共催となる2002 FIFAワールドカップに向けてチームの強化を求められたが、思ったような結果を残せず、2000年に辞任。その後は韓国協会所属テクニカルアドバイザーなどを務め、2005年から3年間再び全南監督を歴任した後、2007年に2度目の韓国代表監督となった。
2009年に行なわれた2010 FIFAワールドカップアジア最終予選ではA組1位通過を果たし、アジアサッカー連盟から最優秀監督賞として表彰を受けた。翌年、ワールドカップグループリーグの初戦でギリシャを下し、史上初の「韓国人監督によるワールドカップ勝利監督」となった。この大会で韓国代表は2002年以来の決勝トーナメントに進出したが、1回戦でウルグアイに敗れてベスト16で終えた。
大会終了後に許は代表監督を辞任し、8月から仁川ユナイテッドFCの監督となったが2012年4月に成績不振を理由に辞任した。
2013年3月に韓国協会副会長に就任したが、2014 FIFAワールドカップの成績不振を理由に2014年7月に辞任している。2017年6月16日、ウリ・シュティーリケを解任し、後任として許の候補が上がっている。

## 代表歴

### 出場大会
- 韓国代表
  - 1986 FIFAワールドカップ

### 試合数
- 国際Aマッチ（1975年-1986年）[4]

| 韓国代表 | 国際Aマッチ | 国際Aマッチ |
| 年       | 出場        | 得点        |
| -------- | ----------- | ----------- |
| 1975     |             |             |
| 1976     |             |             |
| 1977     | 20          | 4           |
| 1978     | 19          | 3           |
| 1979     | 6           | 5           |
| 1980     | 1           | 0           |
| 1981     | 0           | 0           |
| 1982     | 0           | 0           |
| 1983     | 0           | 0           |
| 1984     | 9           | 0           |
| 1985     | 7           | 4           |
| 1986     | 9           | 1           |
| 通算     | 71+         | 17+         |